# Pont Joseph-Le-Brix
Le pont Joseph-Le-Brix ou pont de Kernours est un pont à béquille enjambant la rivière du Bono entre les communes du Bono et Pluneret (département du Morbihan). Sa longueur totale est de 320 m.

## Caractéristiques
En 1969, un nouveau pont est inauguré pour remplacer le pont suspendu du Bono dont le gabarit trop faible ne permettait plus de convenir au trafic routier. Ce pont à béquilles en acier est nommé en l'honneur de Joseph Le Brix (1899-1931), aviateur originaire de la commune voisine de Baden. Avec un tablier de 286 mètres de long pour 10 mètres de large et une hauteur de 26 mètres au-dessus de la rivière du Bono, ce pont offre un panorama sur le port du Bono et son vieux pont suspendu.